# Agrotis vestigialis
Agrotis vestigialis là một loài bướm đêm trong họ Noctuidae.

## Hình ảnh

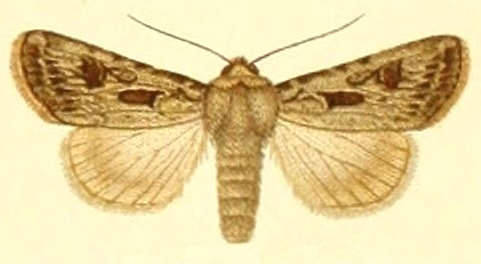
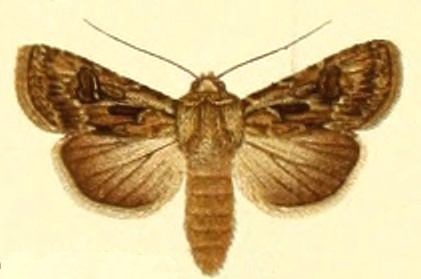
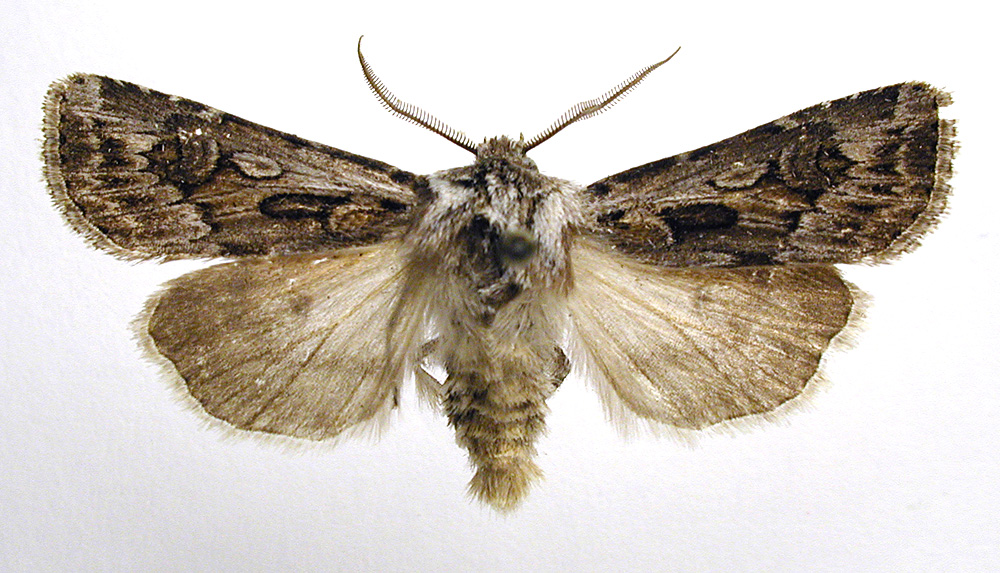
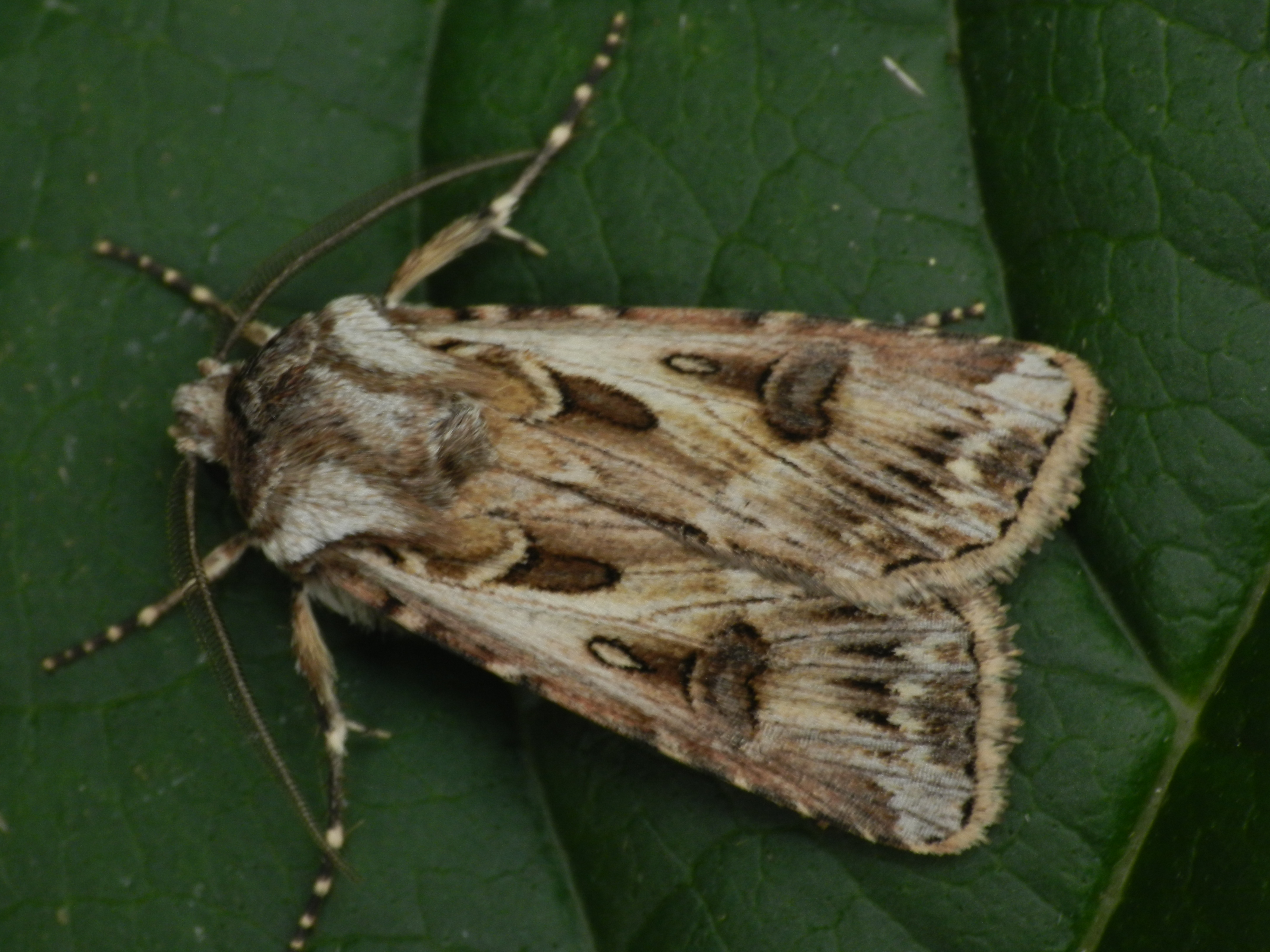